# Cream (periodico)
Cream (クリーム) è una rivista giapponese simile a Waffle e Pure Pure. Nata come pubblicazione dedicata ad idol del tipo Okashi-kei e in seguito trasformatasi in rivista erotica.